# Виступовичі
Виступо́вичі — село в Україні, в Овруцькій міській територіальній громаді Коростенського району Житомирської області. Кількість населення становить 80 осіб (2001). У 1923—97 роках — адміністративний центр колишньої однойменної сільської ради.

## Загальна інформація
Розташоване за 46 км від Овруча та за пів кілометра від залізничної зупинки Виступовичі.

## Населення
За довідником 1885 року в селі мешкало 600 осіб, налічувалося 86 дворових господарств, на початку 20 століття — 969 мешканців, 170 дворів.
Відповідно до результатів перепису населення Російської імперії 1897 року, загальна кількість мешканців села становила 1 032 особи, з них: православних — 921, юдеїв — 109, чоловіків — 522, жінок — 510.
У 1906 році налічувалося 1 125 мешканців, дворів — 182, у 1923 році, разом з хуторами Борутин, Солотин, Селище — 1 833 мешканці, дворів — 340.
На початок 1970-х років село мало 447 дворів із населенням 1 322 особи.
Відповідно до результатів перепису населення СРСР, кількість населення, станом на 12 січня 1989 року, становила 876 осіб. Станом на 5 грудня 2001 року, відповідно до перепису населення України, кількість мешканців села становила 80 осіб.

### Мова
Розподіл населення за рідною мовою за даними перепису 2001 року:
| Мова       | Відсоток |
| ---------- | -------- |
| українська | 92,50 %  |
| російська  | 5,00 %   |
| білоруська | 2,50 %   |

## Історія
Перша письмова згадка про село датується 1545 роком — в описі Овруцького замку, з переліком приписаних до нього міщан, бояр, селян та земель, а також повинностей і податей на користь замку, село згадується як власність Солтана Стецьковича. Тут було вісім димів, дві служби, данини з них 5 кадей меду та чотири копи грошей. У 1581 році Стецькович платив від 2 осілих та 2 загородників. Під час розмежування Овруцького та Мозирського повітів у 1622 році село значилося у власности Суринів, перебувало в оренді у Черхівського. У 1628 році з частини села, що належала Олександрові Сурину та перебувала в оренді, вносили з 3 димів та 1 загородника, від частини Петра Сурина вносили з 2 димів. Також згадується в акті від 7 лютого 1685 року як власність Сурина — київський земський писар Ремиган Сурин скаржився на козацького сотника Іскру, що той, за наказом полковника Криштофа Лончинського та його дружини Олени, зайняв село для постою, причинивши селянам різні кривди. Згадується у люстрації Київського воєводства 1754 року, належало житомирському хорунжому Янові Якубовському. Сплачувало з 20 дворів 3 злотих і 4 грошів до замку та 12 злотих і 16 грошів до скарбу. З іншої частини села, яка налічувала 11 халуп, сплачували 1 злотий і 21,5 грошів до замку та 6 злотих і 26 грошів на міліцію.
У другій половині 19 століття — село Гладковицької волості Овруцького повіту Волинської губернії, поблизу межі Речицького та Мозирського повітів, за 175 верст від Житомира, за 42 версти від Овруча, де розміщувалася найближча поштова станція, за 220 верст від найближчої залізничної станції у Києві. Діяв смоляний завод. Дерев'яну з дерев'яною дзвіницею церкву збудовано 1878 року за кошти скарбниці та вірян. При церкві 10 десятин сіножатей та 3 десятини ріллі. Була церковно-парафіяльна школа. До парафії належало село Людвинівка, за 7 верст. Дворів 136, вірян 1 049 осіб обох статей. Сусідня парафія — Гладковичі (30 верст).
За довідником 1885 року — колишнє власницьке село Гладковицької волості Овруцького повіту Волинської губернії. Були церковна парафія, заїзд, смоляний завод.
На початку 20 століття — село Овруцького повіту, за 40 верст від Овруча.
У 1906 році — село Гладковицької волості (1-го стану) Овруцького повіту Волинської губернії. Відстань до повітового центру, м. Овруч, становила 40 верст, до волосного центру, с. Гладковичі — 35 верст. Найближче поштово-телеграфне відділення розміщувалося в Овручі.
У 1923 році включене до складу новоствореної Виступовицької сільської ради, яка 7 березня 1923 року увійшла до складу новоутвореного Овруцького району Житомирської (згодом — Волинська) округи, адміністративний центр ради. Розміщувалося за 38 верст від районного центру, м. Овруч.
На фронтах та в партизанських загонах під час Другої світової війни воювали 300 селян, з них 145 загинули, 278 — нагороджені орденами і медалями, Ц. Расковинському присвоєно звання Герой Радянського Союзу. У 1952 році і селі встановлено пам'ятник на честь учасників війни.
В радянські часи у селі було підсобне господарство Овруцького лісгоспзагу, скипидарний завод, лісосклад. Діяла середня школа, були будинок культури, бібліотека, фельдшерсько-акушерський пункт, дитячі ясла, відділення зв'язку. За трудові успіхи 9 селян нагороджені орденами й медалями СРСР.
Внаслідок Чорнобильської катастрофи 1986 року село входить до зони безумовного (обов'язкового) відселення.
28 серпня 1997 року, відповідно до рішення Житомирської обласної ради «Про внесення змін в адміністративно-територіальний устрій окремих районів», Виступовицьку сільську раду ліквідовано, с. Виступовичі підпорядковане Руднянській сільській раді Овруцького району.
12 червня 2020 року, відповідно до розпорядження Кабінету Міністрів України № 711-р від 12 червня 2020 року «Про визначення адміністративних центрів та затвердження територій територіальних громад Житомирської області», територію та населені пункти Руднянської сільської ради Овруцького району включено до складу Овруцької міської територіальної громади Коростенського району Житомирської області.

## Відомі люди
- Дуб Олексій Федорович (1979—2015) — солдат Збройних сил України, учасник російсько-української війни.
- Муженко Віктор Миколайович (1961) — український військовик, генерал армії України.
- Расковинський Цезар Сильвестрович (1915—1943) — радянський військовий, Герой Радянського Союзу.